# Музика Шрі-Ланки

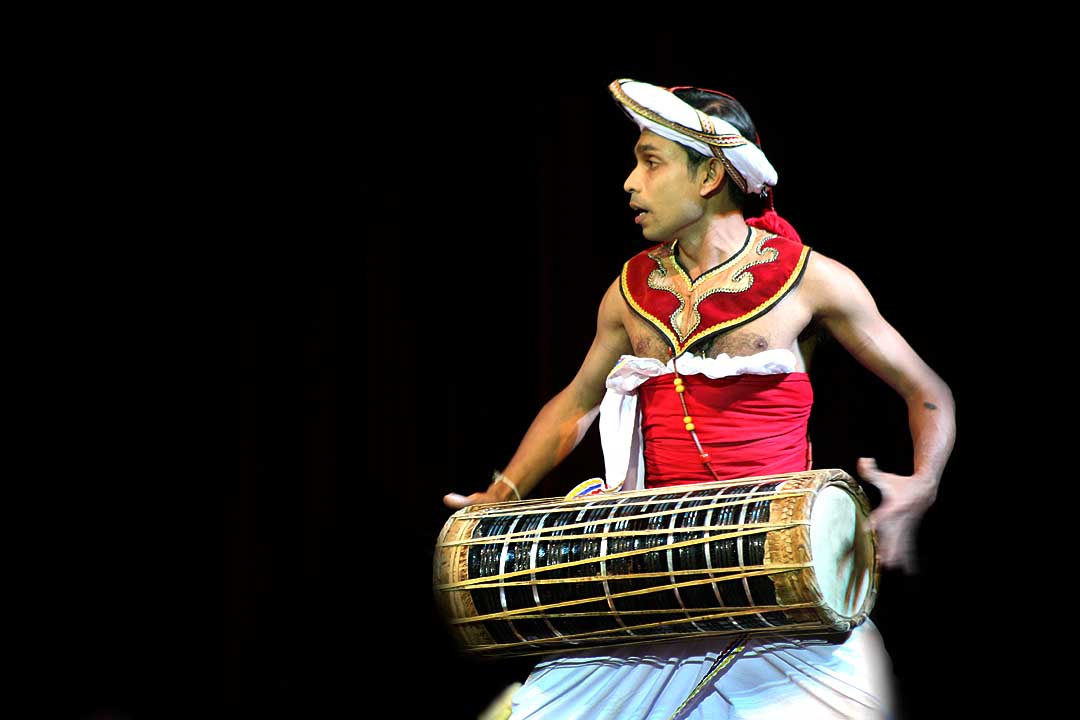
Традіційний барабан Шрі-Ланки.

Музична культура Шрі-Ланки має давні традиції. Розквіт національної культури розпочався у 15 ст., саме тоді на острові утворилося 3 великих держави: сингальські-Котте та Канді, а також тамільська-Джафна. До цього часу почали складатися важливі національні музичні жанри, стилі та форми.
Традиційна музика Шрі-Ланки сформувалася під впливом місцевої культури, буддизму, південно-індійської музичної традиції і західних впливів (сприйнятих від португальських, голландських та англійських колонізаторів).

## Сингальська музична культура
Найхарактерніші особливості музики Шрі-Ланки проявляються в мистецтві сингалів-основного населення держави. Протягом кількох століть їх музика знаходилась під впливом південно-індійської культури.
Найбільш ранні жанри сингальської народної музики: колам, надагам та нурт прийшли з театрально-танцювальних постанов, з додаванням місцевих особливостей.
Музика для театральної постановки «Kolam» поєднує в собі драматичні елементи з ритуальними діями, спрямованими на зцілення і вигнання злих духів.
Музика"Nadagam" та «Noorthy» це особливий стиль-більш розвинена форма драми під впливом південно-індійської вуличної драми, яка була введена деякими південними та індійськими митцями.
У сингалів інструментальна музика домінує над вокальною. В їх музичних інструментах головну роль відіграють ударні та духові. Сімейство барабанів бера налічує 5 різновидів, які розрізнюються розміром та формою. Найпопулярніші пантеру (кільце з закріпленими на ньому дзвіночками) та мідні тарілочки талампот. Менш розповсюджений барабан удеккія.
З духових інструментів відомі місцевий різновид гобоя-хоранеуа та морські раковини різної форми та розмірів-хакгедія. Класичним духовим інструментом є сака, раковині якої приписують магічні властивості. Грають на інструменті лише у храмах та під час процесій. Використовується сака, як сигнальний інструмент, іноді в інструментальних ансамблях (наприклад, з бера) й в деяких ритуалах. Дуже популярною є флейта (хоранава).
До струнних інструментів належить винава, схожа на індійську.
Для пісень сингалів характерні типові короткі мелодийні фрази. Лади пісень (4-, 5-, 6-тонові) споріднені з деякими південно-індійськими. Манера співу характеризується інтенсивністю вокалу «вібрацією» та глісандо. Сольний спів зазвичай супроводжується грою на ударних інструментах, рідше хором (переважно жіночим; хорова партія накладається на партію соліста, або звучить по черзі), іноді акомпанемент взагалі відсутній. Серед пісень — традиційні церемоніальна «Сабде пуджа», трудова «Шив-пада», популярні танцювальні пісні, наприклад «Гахака ванн» (вона супроводжує танець, який схожий на рухи слонихи, що символізує у сингалів жіночу грацію).

## Народна музика
У Шрі-Ланці народна музика залишається популярною формою культурного самовираження. Кастова основа народних віршів (по-сингальські: kavi) виникла давно, як тип пісні в рамках окремих груп, під час повсякденної праці. Але і сьогодні ці стародавні обряди супроводжують щорічні ритуали, а пісні як і раніше виконуються народними музикантами.
Один з традиційних для Шрі-Ланки народних музичних стилів має назву virindu. Це імпровізований проспіваний вірш схожий на частівки.
На ранню народну музику мали вплив буддійські традиції (пісні були написані простолюдинами і священицькими кастами) та португальський Байло — популярна народна традиція у прибережних районів держави, останні п'ятсот років. Байло і сьогодні залишається частиною пануючої музичної культури Шрі-Ланки.

## Вплив інших культур на музику Шрі-Ланки
Важливе місце у культурі Шрі-Ланки грає буддизм, Релігійна музика та давні релігійні вірування (тотемістичні, анімістичні та ін.), під впливом яких у деяких груп населення острова склалися обряди, пов'язані з вірою в демонів, злих і добрих духів. Особлива роль в цих обрядах відводиться танцям. Вони виконуються під акомпанемент ударних, серед яких головним є двосторонній барабан. Нині «диявольські» танці зі співом популярні серед населення Шрі-Ланки.
Проникнення на Цейлон португальців, голландців, а потім англійських колонізаторів викликали значне ослаблення місцевих культурних традицій. З приходом європейців набули поширення нові пісенні жанри, та нові музичні інструменти такі як: гітара, пізніше-скрипка й фортепіано. А спів крім соло став і хоровим.
Виникли нові форми музичного життя (наприклад, камерні концерти), особливо у не корінного населення країни. Особливе значення придбала християнська церковна музика.
Популярністю почала користуватися західна музика. У середніх та вищих навчальних закладах західна музика викладається як дисципліна. Симфонічний оркестр Шрі-Ланки є одним із найстаріших західних оркестрів Південної Азії, в репертуарі якого переважають твори західно-європейських класиків.
На Шрі-Ланці популярний тип музики Baila (Байло), свого роду танцювальна музика, яка виникла з португальської музики, ввезеної на острів в колоніальні часи.

## Музичні інструменти

### Духові інструменти

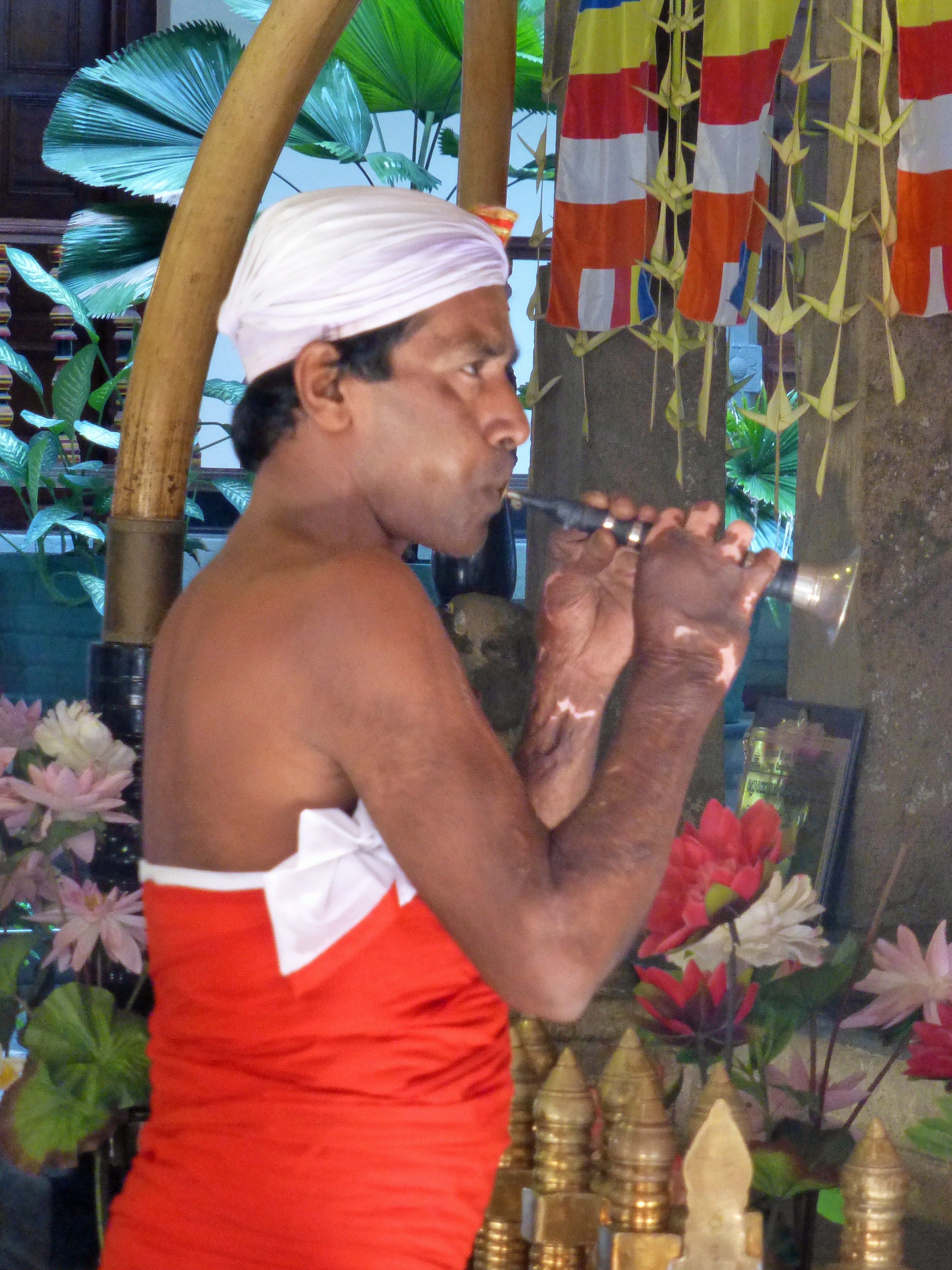
Музикант в храмі Будди у м. Канді (Шрі-Ланка

- Горанава-це інструмент, подібний до гобоя, на якому грають під час традиційних урочистостей у буддійських храмах.
- Хакгедія (Hakgediya)-морська раковина, різна за формою та розміром, яка використовується, у якості свого роду труби в буддійських ритуалах та традиційній ритуальній і релігійній музиці. Основна функція інструмента полягає в тому, щоб виконавець (шляхом дуття), оголошував про відкриття церемонії, а також використовував його як акомпанемент.
- Флейта-виконана зі срібла або латуні, а її звуки відтворюють пронизливу музику, що супроводжує кандійські танці.
- Хоранава-флейта.
- Хоранеуа-різновид гобоя.
- Сака.

### Струнні інструменти

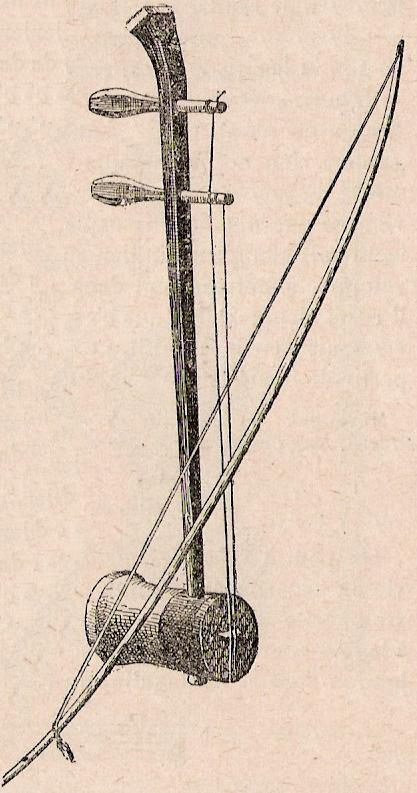
Стара картина (XIX століття), рабанастр

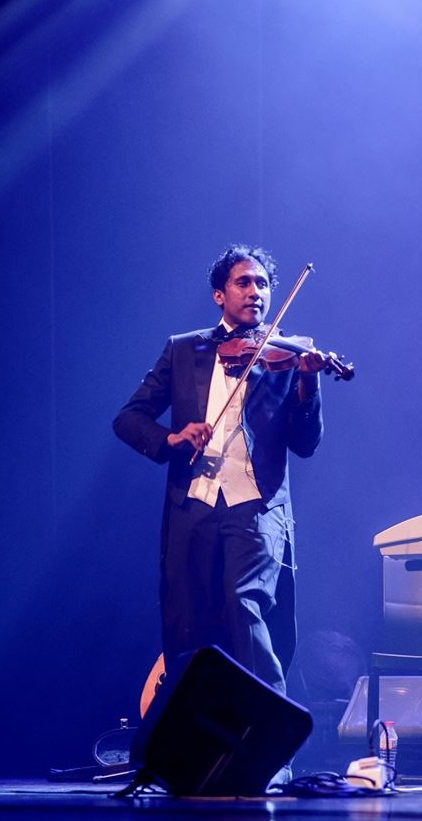
Концерт на сцені театру «Нелумпокуна», Коломбо, Шрі-Ланка, композитор та музикант Шрі-Ланки.
Час створення 22 липня 2018 року

- Віна-індійський 7-струнний щипковий інструмент. Складається з округлого корпусу, яким є сушений гарбуз (діаметр — 450 мм.), з дерев'яною шийкою. Гриф бамбуковий (довжина 500 мм, ширина 600 мм.), з 19-24 ладами, над якими розташовані 4 мелодійні струни. Застосовується для супроводу танців[4].

- Ситар-індійський струнний щипковий інструмент з родини лютневих, що має корпус з гарбуза, 7 основних і 13 резонансних струн; на ньому грають сидячи, наспівний звук видобувають плектром. Застосовується як сольний та ансамблевий інструмент[5].
- Гітара.
- Гавайська гітара.
- Мандоліна.
- Скрипка.
- Рабанастр-індійський струнний смичковий музичний інструмент з корпусом із кокосового горіха, закритий шкіряною декою-мембраною, шийкою з бамбука та двома струнами. Звук видобувають смичком. Застосовують як акомпануючий та ансамблевий інструмент[6].

### Ударні інструменти
Сімейство барабанів бера налічує 5 різновидів, які розрізняються за розміром та формою. Найпопулярніші гата бера та як-бера.
- Гата бера або канд'янський барабан-дворядковий барабан у формі бочки. Використовується під час сингальського танцю (канд'янський танець). Музикант його носить на талії.
- Як-бера-барабан з циліндричною дерев'яною рамою, також знаний як «барабан демона», або барабан, який використовується в танцях під час якого танцюристи одягають маски та виконують танець диявола.
- Рабана-це круглий барабан, який має декілька розмірів. Найбільший розміщується на підлозі і на ньому грають від трьох до восьми осіб одночасно. Як правило, це жінки, які сидять навколо інструмента і б'ють його обома руками.
- Рука Рабана-маленький барабан, подібний до бубна.
- Тхаматама (thammatama)-подвійний барабан (подібний до бонго), на якому грають двома палицями замість рук.
- Даулла- дворядковий барабан у формі бочки, на якому грають рукою (з одного боку) і паличкою (на іншому боці).
- Бонго-одиночний або парний барабан.
- Удеккія-невеликий за розміром барабан з лаковими стрічками жовтого, красного й чорного коліру. На ньому грають однією рукою, а іншою рукою змінюють напруження тканини, обгорнутої навколо центра барабану[7].
- Табла-індійський подвійний барабан, який складається з дерев'яних, глиняних або мідних барабанів. Ліву мембрану меншого за розміром барабана покривають клейкою речовиною, і тоді він звучить октавою вище ніж правий. Висоту звучання регулюють ременями, якими мембрани (з 2 шарів шкіри) кріпляться до корпусу[8].

- Барабан удеккі-маленький за розміром, має форму ручного барабана, та використовується для супроводу пісень.
- Горанава-це інструмент, подібний до гобоя, на якому грають під час традиційних урочистостей в буддійських храмах.
- Пантеру-кільце з закріпленими на ньому дзвіночками.
- Талампата-це металеві ударні інструменти, які майже завжди складаються з цимбалів та двох невеликих цимбалів, з'єднаних рядами.

## Музика 20 століття
Потужний імпульс розвитку культурного життя Шрі-Ланки дали дві важливі події: завоювання незалежності (1948 р.), та проголошення Шрі-Ланки республікою. Діяльність музичних навчальних закладів і мистецьких колективів координується Міністерством культури. Рада з питань культури й Департамент у справах культури висували основне завдання: збереження і вивчення національного мистецтва. Цими ж проблемами, у той час займався Інститут сингальскої культури, при якому функціонував оркестр «Сангити парішадайя» під керівництвом. П. В. Нандасарі.
Важлива роль в поширенні музичної культури належала радіовещальній корпорації. При ній функціонували 2 оркестри — сингальскої й тамільської музики.

### Музичні колективи
Особливо інтенсивне музичне життя було у Коломбо, де виступали різні музичні колективи. Ансамблі
які виконували традиційну музику:
«Синхала сангити сангамайя» (керівник В. Б. Макуллолува), «Сайва Мангайяр Калагам» (керівник П. С. Мані Айенгар),
ансамблі змішаного типу:
«Сангити Манджаро» (керівник П. Кемадаса), «Пансилу Сандхвані» (керівник Л. Едірісінгхе).
На той час популяризацією національного мистецтва активно займались танцювальні ансамблі. З 1973 року у Шрі-Ланці виступав Національний ансамбль танцю під керівництвом П. Бхарата, а з 70-х років танцювальний ансамбль, у складі якого представники потомствених сімей танцюристів під керівництвом В. Б. Макуллолува.

### Видатні композитори та поети
Серед видатних композиторів Шрі-Ланки були: П. Кемадаса (автор "Сингальської новорічної" та "Морської" симфоній), П. Дунстан де Сілва, В. Д. Амарадева (автори музики відомого балету «Вішваві-мукти»), а також Джаяратна, С. Шанті. Деякі з них, у своїй творчості використовували західна-європейську техніку композиції. Міжнародне визнання завоювала піаністка М. Піріс, а популярними в країні виконавцями сингальских традиційних пісень були: Судеріс, Джайятура, Ґуні, Поденеріс, а також барабанщик Пула.
«Музичну революцію» у Шрі-Ланці зробили відомі поети — піснярі: Мехегема Секера і Samarakoon. В піку цієї революції, відомі музиканти, такі як В. Д. Амаредева, H. R. Jothipala, Мільтон Маллоереччі, M. С. Фернандо, Аннеслі Мелеуона і Клеренс Віджьюардін зробили у музику того часу великий внесок.
У зв'язку із розповсюдженням західної та індійської музики композитор та співачка Ананда Самаракун виробила унікальну сингальську музичну традицію . Її твори, такі як «Пунчі Суда», «Еннада Маніке» і особливо «Намо Намо Маата» (адаптований як національний гімн Шрі-Ланки) були орієнтиром сингальської пісні, яка пізніше була знана як Sarala Gee.
Інший музикант Devar Surya Sena зі своєю західною освітою зробив величезний вклад у популяризацію народних пісень Шрі-Ланки серед англійської еліти, яка в той час мала вищий статус у країні.
Б. Б. Макуллолува і С. де Кулатілаке вважали, що сингальська музика повинна слідувати традиціям своєї народної музики під назвою «Джана Джи». Макуллолува зібрав велику кількість сингальських народних віршів і намагався розробити унікальний стиль. Послідовниками Макуллолуви були музиканти Ліонель Ранвала та Рохана Беддаге, які сприяли розробці стилю «Джана Джи».

### Музична освіта
В 20 столітті у республіці Шрі-Ланка, велика увага приділялася музичному вихованню. 1953 року в Коломбо відкрився Державний коледж витончених мистецтв, де викладаються музичні дисципліни та танець. Пізніше відкрився Урядовий музичний коледж, зі студентів якого був створений Сингальський оркестр орієнтальної музики під керівництвом Б. С. Віджератна. При університеті Шрі-Ланки існує школа танцю.

## Сингальська легка музика
Легка музика на сьогодні, найпопулярніший жанр музики в Шрі-Ланці збагачений впливом народної музики, музики колам, Надагам, Noorthy, кіномистецтва, класичної та західної музики. Більшість музикантів у Шрі-Ланці виступають з власними творіннями які стали успішними саме у цій музичній категорії. Деякі митці з метою вивчення музики відвідали Індію, а потім почали представляти легку музику у Шрі-Ланці. Ананда Самараконе (одна з авторів національного гімну Шрі-Ланки) спробувала це однією з перших. Суніл Сантха також представив власну легку музику, під впливом традицій Швейцарської Герітики (християнські гімни). Пандит Амарадева є головним учасником розробки цього жанру у Шрі-Ланкійському стилі.

## Поп-музика
Вплив сучасного комерційного мистецтва призвів до появи в Шрі-Ланці естрадної музики, що часто супроводжується перетворенням в шлягери традиційних пісень (обробка голосу в супроводі електрогітар та ударних музичних інструментів).
У середині 1960-х років вперше з'явилися популярні групи, такі як: «Los cabelleros» під керівництвом Невілла Фернандо, ля «Ceillonians» під керівництвом Ноела Ранасінгхе (відомий як «король Шрі-Ланки Каліпсо»), «The La Bambas», «The Humming Birds» й «Los Muchachos» ; кожна з яких грала каліпсо-стиль байла, запозичуючи свій стиль у карибського народного співака Гаррі Белафонте. У цій суміші Карибського каліпсо з рідною байлою переважали дві групи: «Місячні камені» та «Золоті діла» під керівництвом музикантів Аннесі Малевана та Кларенса Вієрдена.
У 1980-х роках диско-поп-музикант Rookantha Gunathilake став одним з найпопулярніших у той час. Багато молодих музикантів стежили за Рукантою і його стилем у 1980-х і 1990-х роках. Після 2000 року молоді музиканти, такі як Bathiya і Santhush , Касун Калхара, Шихан Мігіранга, продовжили розвивати поп-пісню, вклавши в неї нові риси. Гурт «Соняшники»- це найпопулярніший гурт протягом майже трьох десятиліть.
З 1998 року в Шрі-Ланці виникли численні гурти «Поп» / «R & B» — найвидоміші з яких «Bathiya» й «Santhush». У 2000—х роках вони отримали міжнародні нагороди за свої композиції та виступали в кількох країнах, у тому числі у Великій Британії та на радіо BBC.

## Рок-музика
Рок-музика в Шрі-Ланці бере початок з 1970-х років, коли Кумар Наварратнам та його друзі влаштували перший рок-фестиваль у парку Хавелок в Коломбо.
Кумара Наварратнам є засновником сюжетної рок-музики, представниками якої також є «Prins Jayaratnam» та «Небажане покоління», «Прасанна Абейсекара», «Невілл з кислотою», «Гоблдеґок» та «Sweetie Pie» — яку очолив піаніст Німал Гононардейн.
Перші рок-події в Шрі-Ланці оберталися навколо таких гуртів, як «Небажане покоління», «Кладовище» " та відомих музикантів як Прінс Джаяратнам, Крис Дхасан, Німал Гунавардена, Рамеш Вератунга, Імтіаз Хамед і Кумар Наварратнам. Екстравагантні рок-концерти з багатьма гуртами Шрі-Ланки, які представляли молоду культуру Колумбії транслювалися у Великій Британії та США.
Через кілька років була створений перший в Шрі–Ланці гурт «Рака», який писав та відтворював власний матеріал. На чолі гурту був Prasann Abeysekera та його брат Раніл, до складу увійшли Брайан Ноуер, Лео Паскуале, Сумедха Кулатунга та інші ентузіасти.
В кінці 70-х років виникло ціле нове покоління гуртів яке виконували «Панк-рок».
Шрі-Ланка має значну металеву та хардрокову спільноту до якої увійшли підлітки середнього класу та молоді люди.
Всесвітньо відомі Шрі-Ланкійські металеві гурти: «Stigmata», «Paranoid Earthling», «Plecto Alquem Capite».
Коломбо є живильним середовищем для багатьох хардрок-гуртів (наприклад для «Stigmata»)
У м. Канді були створені рок-гурти: «Paranoid Earthling», «Forlorn Hope», «Pariah Demise», «Necro Hord», «Goatmunition», «Doom metal».

## Музика у кіномистецтві
У кінці 1940-х і 1950-х роках сингальське кіномистецтво було найпопулярніше серед глядачів. Мелодії які звучали в гінді та тамільських фільмах були пристосовані до Шрі-Ланкійської аудиторії, замінивши їх оригінальні тексти сингальськими піснями. Музиканти, WD Amaradeva, Sunil Santha, WB Макулолува почали експериментувати з розробкою сингальського музичного стилю.
Премассірі Хемадаса знаний як «майстер Хемадаса», один із найвпливовіших композиторів у музиці Шрі-Ланки. Під впливом західна-європейської класичної музики, народної сингальської музики він створив власний стиль популярний ще з кінця 1960-х років. Премассірі Хемадаса один із найвидатніших композиторів, який створював музику до фільмів, сценічної та телевізійної драматургії, а його музика використовується найкращими режисерами.
Поп-кіномистецтву у Шрі-Ланки наприкінці 1960-х та початку 1970-х роках вдалося зберегти значну частину ринку Шрі-Ланки, але в 1980-х роках індійська музика кінематографа знову перемістила місцевих музикантів з найпопулярнішого сектора музичної індустрії Шрі-Ланки.
Одним з затребуваних композиторів у кіноіндустрії Шрі-Ланки є Дінеш Субансинг, який створив натхненні твори та отримав багато нагород на кінофестивалях.

## Танці

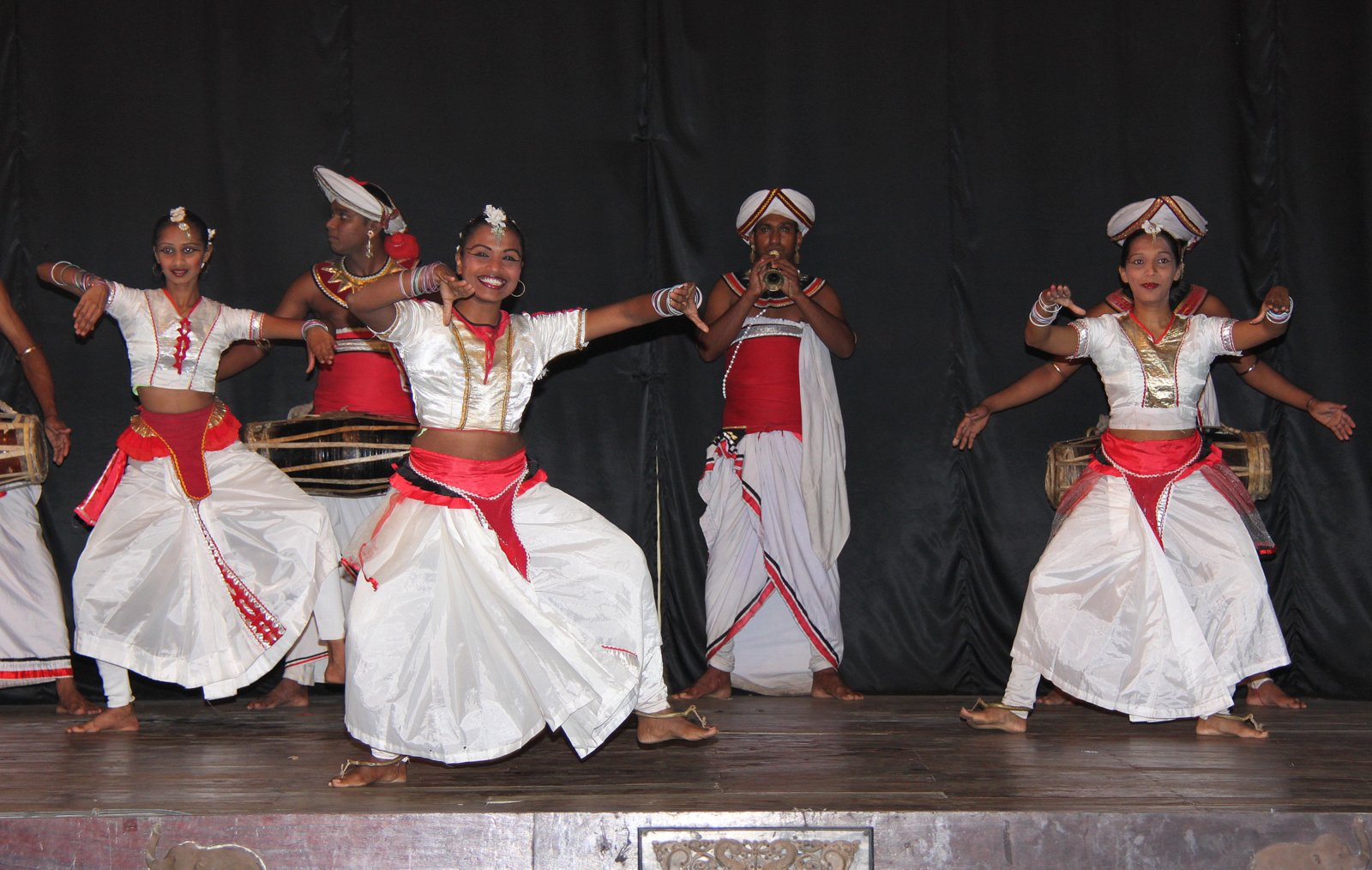
Танець у м. Канді, Шрі-Ланка.

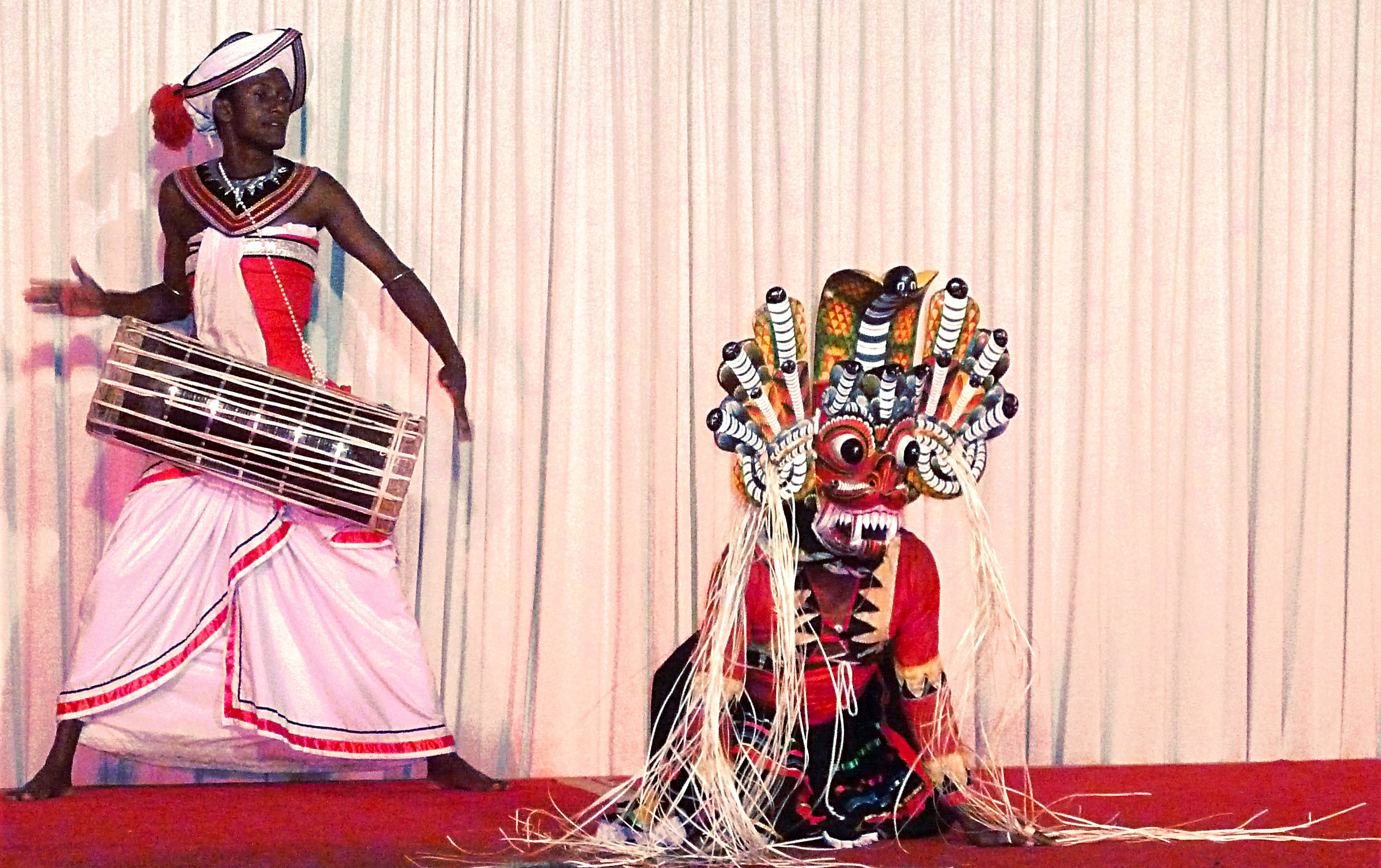
Кад'янський танець м. Канді, Шрі-Ланка.

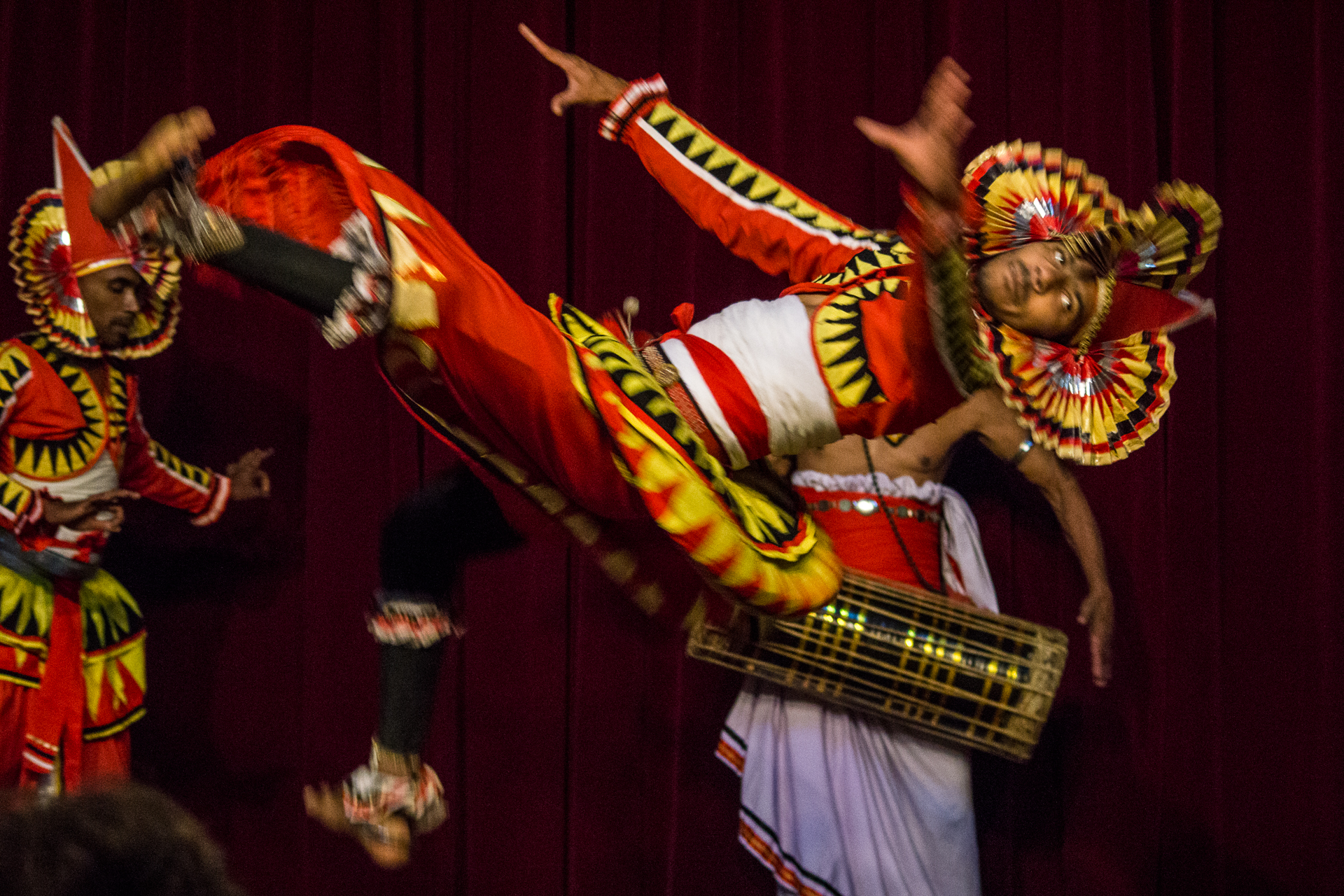
м. Канді Шрі-Ланка.

Провідне місце у музичному мистецтві сингалів займає танець, який є невіддільною частиною національних святкувань, релігійних церемоній, храмових процесій, а також театральних вистав. Танці сингалів дуже схожі на танцювальні традиції Індії, але є у них своя особливість — велика рухливість та наявність незвичайних й красивих акробатичних елементів.
Сингальські народні танці яскравий приклад народної культури. Для каст олі та берава танці та музика є професією. В танцях, які зображують процес праці, беруть участь і жінки і чоловіки. Але разом вони ніколи не танцюють тільки окремо.
Ритуальні танці виконують тільки під час церемоній балі і товіл. У балі повільні, спокійні танці, а у товіл танцюрист виступає у ролі демона.
У кожного регіону Шрі-Ланки є свої танцювальні особливості та переваги.
Особливе місце серед сингальських танців займають кандійськи. Це старовинні класичні танці, розповсюдженні у центральних районах острова. Вони національні та схожі на високорозвинені південно-індійські танцювальні форми: катхакалі та бхаратанатьям. У середні віки кандійськи танці виконувались при царському подвір'ї. Розрізнюють 2 види кандийських танців: удеккі (його танцюють й одночасно співають та акомпанують себе на маленькому барабані) та пантеру (назви їх походять від інструментів, під акомпанемент яких вони виконуються).
Танець удеккі розповідає про поклоніння Богу, відданість і повагу до нього, під час якого виконавець зазвичай виступає в ролі шамана або священика. Але при цьому він в процесі може кілька разів виконувати інші ролі. Загалом танець одного танцюриста, присвячений верховному божеству.
В південно-західній частині острова популярніші танці, сюжети для яких беруться з повсякденного життя. Їх називають «Рухуна», вони відрізняються граціозністю і пластикою. Танцюрист зображує поведінку та звички тварин, птахів, наприклад танці слонихи, павича та ін. Рухуна часто супроводжуються співом. Мелодика цих наспівів багато орнаментована, сольний спів чергується з хором. На Півдні відомі також символічні танцювальні сцени, засновані на сюжетах з міфології, наприклад «Нага і Гурулі» (Нага — кобра, що уособлює зло, Гурулі — орел, що символізує добро).
Особлива роль в обрядах відводиться танцям. Вони виконуються під акомпанемент ударних, серед яких головним є двосторонній барабан. Нині «диявольські» танці зі співом популярні серед населення Шрі-Ланки.
Танці на Шрі-Ланці можна розділити на 3 типи.
- Кандійськи танці (удеккі, пантеру) мають досить складні хореографічні елементи, схожі на акробатику. Вони беруть свій початок з придворних танців.
- Магічні танці (рухуну) — ритуальні танці, які з давніх-давен були покликані вилікувати хворого або виганяти злих духів. Супроводжуються співом заклинаннями і жертвопринесенням. Найвідомішою їх формою є «Танець диявола», покликаний вигнати злих духів.
- Сабарагамува — походять з однойменної провінції на півночі країни та поєднує елементи палацових па та релігійних танців[14].